# Comuna Susoliv, Sambir
Susoliv (în ucraineană Сусолів) este o comună în raionul Sambir, regiunea Liov, Ucraina, formată din satele Malîniv, Podilți, Susoliv (reședința) și Zadnistreanî.

## Demografie
Componența lingvistică a comunei Susoliv
     Ucraineană (99,78%)
     Alte limbi (0,23%)
Conform recensământului din 2001, majoritatea populației comunei Susoliv era vorbitoare de ucraineană (99,78%), existând în minoritate și vorbitori de alte limbi.